# Château de Portes (Mainsat)
Ne doit pas être confondu avec Château de Portes.
Le château des Portes est situé au lieu-dit les Portes dans la commune de Mainsat, dans le département de la Creuse, région Nouvelle-Aquitaine, en France.

## Présentation
C'est un château d'origine médiévale (XIIe siècle), situé à environ 2 km au sud du bourg.

## Historique
Le château des Portes date des XIIe et XIXe siècles. Il a appartenu pendant 400 ans à la famille de Durat, dont de nombreux membres sont reconnus pour leurs carrières militaires.
C’est la Marquise de Beaucaire qui fit réaménager le parc du château dans un style pittoresque au XIXe siècle.
Le château a ensuite été racheté par plusieurs familles et appartient à la commune depuis 1974.
Des expositions et des concerts y ont souvent lieu ainsi que des animations pour les enfants.
Une souche d’arbre a été sculptée de manière artistique.